# Фликер (техника)
 Фли́кер (от англ. flicker «мигать»):
1. субъективное восприятие человеком колебаний светового потока искусственных источников освещения — мерцаний, вызванных колебаниями напряжения в питающей электрической сети (по ГОСТ 13109-97)[1].
Например, обыкновенная лампа накаливания при падении напряжения питания гаснет, а при увеличении — светит ярче: регулярные колебания напряжения питания (наведённое другим оборудованием) частотой до 15 Гц, приводящие к изменениям яркости освещения может негативно сказываться на человеке, вызывая его излишнее утомление вплоть до эпилептических припадков у светочувствительных людей.[2]
Возникает при непостоянной работе мощного оборудования, включённого в одну сеть с освещением: на металлургических заводах — использование дуговых печей и больших электродвигателей в непостоянном режиме, включённых в общую сеть с освещением; в офисных и жилых зданиях — работа лифта; в сельской местности — работа большого водяного насоса.
2. скачки изображения, вызванные неточным перемещением видеокамеры или изменением фокуса при использовании технологии гиперлапс.
3. товарный знак, используемый владельцем, для индивидуализации производимых им специальных аксессуаров — катафотов, выполненных в форме шеврона, нашивки, брелока, подвески и т. д. со световозвращающими частицами, предназначенных для ношения пешеходами в тёмные часы суток, нанесения на опасные элементы автодороги и участников движения.